# Sturmgeschütz-Abteilung 1170
De Sturmgeschütz-Abteilung 1170 was tijdens de Tweede Wereldoorlog een Duitse Sturmgeschütz-eenheid van de Wehrmacht ter grootte van een afdeling, uitgerust met gemechaniseerd geschut. Deze eenheid was een zogenaamde Heerestruppe, d.w.z. niet direct toegewezen aan een divisie, maar ressorterend onder een hoger commando, zoals een legerkorps of leger.
Deze Sturmgeschütz-eenheid kwam in actie in de laatste maand van de oorlog bij de Elbe en ten zuiden van Berlijn, en was daar zowel in actie aan het westfront als het oostfront in korte tijd en op korte afstand.

## Krijgsgeschiedenis

### Sturmgeschütz-Abteilung 1170
Sturmgeschütz-Abteilung 1170 werd opgericht in Burg op 8 april 1945. Het kader vormden resten van Sturmgeschütz-Brigade 322, die vervolgens de 1e Batterij vormden. De andere batterijen werden gevormd uit resten van de Sturmgeschütz-Brigade 249 en 278. Ook werd een Begleit-Grenadier-Batterie gevormd. De Sturmgeschützen kwamen direct uit de fabriek in Berlijn. Op 11 april 1945 werd de brigade onder bevel gesteld van de ook net opgerichte Infanteriedivisie Scharnhorst en werd daarmee onderdeel van het nieuwe 12e Leger. Van 13 tot 17 april werd de brigade samen met de divisie ingezet tegen het Amerikaanse bruggenhoofd bij Barby. Daarna richtte het 12e Leger zich op de oprukkende Sovjets en de combinatie brigade-divisie werd overgebracht naar Bad Belzig voor aanvallen richting Berlijn en om verbinding te maken met het omsingelde 9e Leger. Deze gevechten vonden plaats op 28 en 29 april 1945. Daarna volgde de terugtocht naar de Elbe. De brigade vormde deel van het schild bij Tangermünde waarachter vele Duitse troepen over de Elbe konden ontsnappen aan de Sovjets.

### Einde
De Sturmgeschütz-Brigade 1170 capituleerde op 7 mei 1945 bij Tangermünde.

## Samenstelling
- Staf
- 1e Batterij
- 2e Batterij
- 3e Batterij
- Begleit-Grenadier-Batterie, ofwel een compagnie begeleidingssoldaten

## Commandanten
| Rang      | Naam   | Begin      | Eind     |
| --------- | ------ | ---------- | -------- |
| Hauptmann | Böhmen | april 1945 | mei 1945 |